# 벨기에 사람 목록
아래는 벨기에 사람 목록이다.

## 아티스트, 작가
- 휘호 클라우스
- 헨드릭 콘시엔스
- 훌리오 코르타사르
- 샤를 드코스테르
- 귀도 게젤레
- 빅토르 오르타
- 모리스 마테를링크
- 아멜리 노통브
- 조르주 심농
- 앙리 반 데 벨데
- 마르그리트 유르스나르

## 사업가
- 필리프 판 파레이스

## 범죄인
- 마르크 뒤트루

## 가공 인물
- 에르퀼 푸아로
- 퀵과 플륍크
- 땡땡

## 역사가
- 앙리 피렌

## 유머리스트
- 애니 코르디
- 필립 그뤽

## 군사 관련 인물
- 암비오릭스
- 보두앵 1세 (예루살렘)
- 카롤루스 대제
- 카를 5세
- 클로도베쿠스 1세
- 고드프루아 드 부용
- 카롤루스 마르텔루스
- 피피누스 2세
- 피피누스 3세 브레비스

## 모델
- 엘리즈 크롬베
- 하넬로러 크뉘츠
- 유미 랑베르
- 아누크 르페르
- 안 가비 오딜

## 군주
- 알베르 1세 (벨기에)
- 알베르 2세 (벨기에)
- 보두앵 (벨기에)
- 카를 5세
- 카를 7세
- 카롤루스 대제
- 레오폴 1세
- 레오폴 2세
- 레오폴 3세
- 샤를로트 드 벨지크
- 필리프 (벨기에)

## 공연 아티스트

### 배우
- 나타샤 아말
- 파트리크 보쇼
- 페이를러 바턴스
- 셀린 버켄스
- 프랑수아 다미앵
- 에밀리 드켄
- 엘스 도테르만스
- 세실 드 프랑스
- 비르지니 에피라
- 조니 갈레키
- 마리 질랭
- 올리비에 구르메
- 요한 헬덴베르흐
- 오드리 헵번
- 불리 라네르
- 요한 레이선
- 욜랑드 모로
- 브누아 풀보르드
- 나타샤 레니에
- 린 르네
- 제레미 르니에르
- 마티아스 스후나르츠
- 장클로드 반담
- 도라 반 더 그로엔
- 마리 핑크
- 티튀스 더 포흐트

### 작곡가
- 질 뱅슈아
- 기욤 뒤파이
- 세자르 프랑크
- 카럴 후이바르츠
- 프랑수아조제프 고세크
- 앙드레 그레트리
- 요셉 용건
- 오를란도 디 라소
- 기욤 르쾨
- 요하네스 오케겜
- 조스캥 데프레
- 앙리 비외탕
- 외젠 이자이

### 영화 제작자
- 샹탈 아케르만
- 휘호 클라우스
- 다르덴 형제
- 자크 페데
- 불리 라네르
- 미카엘 R. 로스캄
- 자코 반도르말
- 펠릭스 판흐루닝언

### 음악가 및 가수
- 살바토르 아다모
- 앙젤 (가수)
- 블랑슈 (가수)
- 자크 브렐
- 애니 코르디
- 라라 파비앙
- 고티에
- 리타 고르
- 아르투르 그뤼미오
- 다비드 게타
- 하디세
- 필립 헤레베헤
- 산드라 킴
- 브라이언 몰코
- 로익 노테
- 장고 라인하르트
- 케이트 라이언
- 수지 수
- 스트로마이
- 셀라 수
- 투츠 틸레망
- 더크 버뷰런
- 외젠 이자이

## 정치인
- 오귀스트 베르나르트
- 알렉산더르 더크로
- 레옹 드그렐
- 바르트 더 베버르
- 장뤼크 데하네
- 폴 데샤넬
- 엘리오 디 뤼포
- 가스통 에이스컨스
- 앙리 라퐁텐
- 이브 르테름
- 빌프리트 마르턴스
- 샤를 미셸
- 위베르 피에로
- 디디에 랭데르스
- 폴앙리 스파크
- 레오 틴데만스
- 헤르만 반 롬푀이
- 히 버르호프스타트

## 종교인
- 다미앵 신부
- 요한 베르크만스
- 고드프리드 다넬스
- 코르넬리우스 얀센
- 도미니크 피르
- 레오 요제프 수에넨스
- 페르디난트 페르비스트

## 과학자

### 화학자
- 얀 밥티스타 판 헬몬트
- 일리야 프리고진
- 에르네스트 솔베이
- 장 스타스

### 지리학자
- 게라르두스 메르카토르
- 아브라함 오르텔리우스

### 발명가, 공학자
- 리오 베이클랜드
- 로베르 카이오
- 에티엔 르누아르
- 아돌프 삭스

### 수학자
- 장 부르갱
- 외젠 샤를 카탈랑
- 피에르 들리뉴
- 아돌프 케틀레
- 시몬 스테빈
- 자크 티츠
- 샤를장 드 라 발레푸생

### 중세 과학자
- 쥘 보르데
- 알베르 클로드
- 크리스티앙 드뒤브
- 코르네유 하이만스
- 폴 얀센
- 안드레아스 베살리우스

### 철학자
- 뤼스 이리가레

### 물리학자
- 로버트 브라우트
- 프랑수아 앙글레르
- 조르주 르메트르

### 정치과학자, 이론가
- 에르네스트 만델

### 사회과학자
- 클로드 레비스트로스

### 기타
- 제1대 랭커스터 공작 곤트의 존

## 스포츠

### 자동차 경주
- 티에리 누빌
- 랜스 스트롤
- 스토펠 반두른
- 막스 페르스타펀

### 사이클링
- 필리프 질베르
- 에디 메르크스
- 그레그 판 아베르마트

### 축구
- 토비 알데르베이럴트
- 크리스티앙 벤테케
- 장마르크 보스만
- 얀 쾰레만스
- 티보 쿠르투아
- 프랑크 더블레이케러
- 케빈 더 브라위너
- 스테번 드푸르
- 무사 뎀벨레
- 마루안 펠라이니
- 에릭 헤러츠
- 레몽 후탈스
- 에덴 아자르
- 토르간 아자르
- 뱅상 콩파니
- 로멜루 루카쿠
- 토마 뫼니에
- 시몬 미뇰레
- 케빈 미랄라스
- 에밀 음펜자
- 장마리 파프
- 미셸 프뢰돔
- 엔조 시포
- 티미 시몬스
- 베슬러이 송크
- 로렌조 스타엘런스
- 기 티
- 유리 틸레만스
- 다니엘 판 바위턴
- 에르빈 판던베르흐
- 프랑키 판 데르 엘스트
- 파울 판 힘스트
- 토마스 페르말런
- 얀 페르통언
- 베르나르트 부르후프
- 마르크 빌모츠
- 악셀 위첼

### 골프
- 레티시아 베크

### 유도
- 헬라 판데카베이어
- 로버르트 판 더 발러
- 윌라 베르브라우크

### 테니스
- 킴 클레이스터르스

### 육상
- 킴 헤바에르트
- 티아 헬레바우트
- 모하메드 무르히트
- 가스통 레프
- 가스통 룰란츠
- 나피사투 티암

### 기타
- 루카 브레셀
- 레이몽 클루망
- 프랑크 닐리키나
- 토니 파커
- 자크 로게
- 바르트 스빙스

## 비주얼 아티스트

### 만화
- 에르제
- 로제르 르루
- 모리스 (만화가)
- 페요

### 패션
- 엘리즈 크롬베
- 안 가비 오딜

### 화가
- 피터르 브뤼헐 더 아우더
- 게라르드 다비드
- 폴 델보
- 제임스 엔소르
- 야코프 요르단스
- 르네 마그리트
- 페테르 파울 루벤스
- 로히어르 판 데르베이던
- 안토니 반 다이크
- 얀 판 에이크

### 조각가
- 장미셸 폴롱

## 기타
- 폴 디 만 - 이론가

## 같이 보기
- 플람스인